# Humberto & Ronaldo
Humberto & Ronaldo é uma dupla sertaneja formada por Umberto Aparecido Teixeira Junior (Goiânia, 6 de abril de 1987), conhecido artisticamente como Humberto, e por Marcelo Alves de Amorim (Goiânia, 22 de março de 1981) conhecido artisticamente como Ronaldo ambos nascidos em Goiânia, Goiás.

## Integrantes
Umberto Aparecido Teixeira Junior, mais conhecido como Humberto, é o filho mais velho de Umberto Aparecido Teixeira e Eliane Pereira dos Santos Teixeira, que possui um irmão chamado João Vitor Santos Teixeira. Nasceu no dia 6 de abril de 1987, em Goiânia. É do signo de Áries. Humberto é torcedor do Corinthians. Cheio de personalidade com muita coragem e audácia para buscar a realização de seus sonhos. Em sua carreira musical teve influência das duplas que marcaram época como: Leandro & Leonardo, Chitãozinho & Xororó, Bruno & Marrone e Jorge & Mateus, daí o talento nato para cantar e compor canções belíssimas que fazem parte de seu repertório e emocionam o público: “E Deixa O Tempo Ver”, “Romance”, “Eu vou contar Procêis”, “Medo”, além de outras nas vozes de grandes artistas brasileiros. É casado com Thauanny Moreira, é pai de Theo e Helena.
Marcelo Alves de Amorim, mais conhecido como Ronaldo é o filho de Sebastião Amorim e Zilda Alves de Amorim, possui  outros dois irmãos Márcio e Absair. Nasceu no dia 22 de março de 1981, em Goiânia. É do signo de Áries. Ronaldo é torcedor do Goiás.Com um talento incrível com a viola e violão, começou a dar os primeiros passos na música logo criança e não parou mais. Decidiu a ter a música como paixão e profissão ao lado do parceiro Humberto cantando em barzinhos e festas de amigos seus maiores incentivadores. Tem grande admiração pelas duplas Jorge & Mateus e Bruno & Marrone fazendo deles grandes ídolos. Para ele a única meta daqui pra frente é ser feliz sempre por onde passar, e ele afirma ainda que seus sonhos já foram realizados.

## Carreira
Naturais de Goiânia, no estado de Goiás, a dupla se formou em 25 de março de 2008. Nesse ano lançaram seu primeiro disco, intitulado Humberto & Ronaldo - Ao Vivo, onde, a partir daí, passaram a fazer shows por todo estado de Goiás e outros estados brasileiros.
Em 2010, a canção "Tô Vendendo Beijo" composta pela dupla, fez parte da trilha sonora da novela Araguaia, exibida pela Rede Globo. No dia 1 de Março de 2011, a dupla gravou seu segundo álbum, o CD/DVD Romance - Ao Vivo, que contou com a participação de Jorge & Mateus, Bruno & Marrone e Gusttavo Lima.
No mesmo ano  a dupla participa do primeiro DVD da carreira do Cantor Cristiano Araújo intitulado "Efeitos Tour" na música chamada "Simples Assim" Em maio de 2011 veio a realização de mais um sonho, a gravação do primeiro DVD e segundo CD da dupla. Fizeram parte desse projeto a dupla Jorge & Mateus com a música "Romance",Bruno & Marrone em "Aí Que O Amor Acontece", e Gusttavo Lima com "Chega Mais Pra Cá", canção que foi executada em todo o Brasil.
Em 2012 a dupla lança o single do álbum Eu Vou Contar Procëis "Só vou beber mais hoje" e na sequência lançam "Alô Dj"
Em 2013, os cantores lançam mais um single do seu novo CD e DVD "Hoje Sonhei Com Você", "Dia de Sorte".
Em 2014, os músicos lançam o CD "Canto, Bebo e Choro", onde lançam o single de mesmo nome do álbum que teve uma grande repercussão nas rádios. 
Em 2015, Humberto & Ronaldo lançam seu novo single, "Solteiro Sim".
Em 2016, lançam o CD e DVD "Playlist", com participações das duplas Jads & Jadson, Jorge & Mateus e da atriz Mariana Rios. 
Em 2017 a dupla lança um single denominado "Inimigos do Fim".
Em 2018, a dupla lança "Não Fala Não Pra Mim" em parceria com o funkeiro Jerry Smith.
Em 2019, lançam as canções "Volta Pro Seu Nego", "Cancela a Zona" e "Tchau Obrigado".

## Discografia
- Humberto & Ronaldo - Ao Vivo (2009)
- Romance - Ao Vivo (2011)
- Eu Vou Contar Procêis (2012)
- Hoje Sonhei com Você (2013)
- Canto, Bebo e Choro (2014)
- Playlist (2016)
- Saideira dos 10 Anos (2018)
- Copo Sujo (2019)
- Copo Sujo 2 (2020)

## Singles
- 2009 - "E Deixe o Tempo Ver"
- 2010 - "Tô Vendendo Beijo"
- 2011 - "Chega Mais Pra Cá" (part. Gusttavo Lima)
- 2011 - "Romance" (part. Jorge & Mateus)
- 2012 - "Motel Disfarçado"
- 2012 - "Só Vou Beber Mais Hoje"
- 2013 - "Dia de Sorte"
- 2013 - "Hoje Sonhei com Você"
- 2014 - "Alô DJ"
- 2015 - "Canto, Bebo e Choro"
- 2015 - "Solteiro Sim"
- 2016 - "Carência" (part. Jorge & Mateus)
- 2017 - "Inimigos do Fim"
- 2018 - "Pai da Pinga"
- 2018 - "Nem Aqui Nem na China"
- 2018 - "Não Fala Não Pra Mim" (part. Jerry Smith)
- 2019 - "Volta Pro Seu Nego"
- 2019 - "Cancela a Zona"
- 2019 - "Tchau Brigado" (part. Matheus & Kauan)